# Группа Благоева
Гру́ппа Благо́ева — одна из первых социал-демократических организаций в России, положивших начало распространению марксизма. Создана болгарским студентом Димитром Благоевым в декабре 1883 года в Санкт-Петербурге. Группа насчитывала до 30 активных членов, главным образом студентов Петербургского университета и Технологического института. Вокруг группы Благоева сплотились представители революционных кружков учащейся и военной молодежи. В 1884 году группа приняла название «Партия русских социал-демократов», а после установления связи с группой «Освобождение труда» стала именоваться Петербургской группой партии русских социал-демократов.
Группа организовала около 15 рабочих кружков (до 10 человек в каждом) на ряде металлургических и текстильных предприятий за Невской и Московской заставами, на Васильевском острове, Выборгской стороне и в Нарвской части. Благоевцы выпускали прокламации, создавали библиотечки для рабочих кружков, распространяли как общеобразовательную литературу, так и произведения К. Маркса, Ф. Энгельса, Г. В. Плеханова в Москве, Киеве, Одессе, Самаре, Саратове, Туле, Кременчуге, Таганроге, организовали в 1885 г. выпуск первой в России социал-демократической нелегальной газеты «Рабочий» (вышло два номера, в январе и июле 1885 года). За всё время деятельности группа Благоева имела три подпольные типографии.
Пропаганду среди рабочих вели члены группы — Д. Благоев, Н. П. Андреев, П. П. Шатько, А. А. Герасимов, П. П. Аршаулов, П. А. Латышев, В. Е. Благославов, В. А. Кугушев, В. Г. Харитонов и другие.
В первом проекте программы группы (1884) ряд теоретических вопросов решался с позиций, близких к марксизму: признание неизбежности капиталистического пути развития России, формирования и роста рабочего класса, необходимости завоевания демократических свобод как предварительных условий для борьбы за социализм. Вместе с тем в этом проекте группы Благоева отразились народнические и лассальянские взгляды. Проект программы группы Благоева, посланный в Женеву, вызвал критику со стороны группы «Освобождение труда», и Г. В. Плеханову было поручено выработать проект, общий для обеих групп. 2-й проект программы группы (получивший впоследствии высокую оценку В. И. Ленина), был доставлен в Петербург летом 1885 г.
После того как в марте 1885 года руководитель группы Димитр Благоев был арестован и выслан из России, группу возглавлял В. Г. Харитонов, а после его ареста в январе 1886 года — Н. П. Андреев. Окончательно группа Благоева была разгромлена в марте 1887 года.

## Члены
Студенты Петербургского университета
- Благоев, Димитр
- Антонов Г. П.
- Благославов В. Е.
- Бородин Н. А.
- Орлов С. К.
- Харитонов В. Г.
- Книпович Н. М.

Студенты Петербургского Технологического института
- Андреев Н. П.
- Андреев П. П.
- Аршаулов П. П.
- Ашурков Л. Н.
- Белявский М. Ю.
- Герасимов А. А.
- Григоров Н. Г.
- Данилов В. Ф.
- Дементьев К. Г.
- Розинский А. Н.
- Фомин А. И.
- Шатько П. П.

Студенты Петербургской медико-хирургической академии
- Латышев П. А.
- Хлопин Г. В.

Кроме того, в группу входили студент Петербургского учительского института В. Е. Ахмаметьев, студент Петербургской лесной академии В. А. Кугушев, Г. Н. Лавров (окончил Петербургское реальное училище), слушательница акушерских курсов Югилевич М. И.